# Adolphe Braeckeveldt
Adolf Braeckeveldt (Sint-Denijs-Westrem, Gante, 6 de octubre de 1912 - Lovendegem, 4 de agosto de 1985) fue un ciclista belga que fue profesional entre 1935 y 1944. Su mejor temporada como profesional fue el 1937, cuando ganó la Vuelta a Bélgica, la Flecha Valona y una etapa del Tour de Francia.

## Palmarés
- 1935
  - 1.º en  Charleroi
  - 1.º en el GP norteño de Flandes
  - 1.º en  Kruishoutem
- 1936
  - 1.º en  la Lieja-Courcelles
  - 1.º en el Gran Premio de Valònia
  - Vencedor de una etapa de la Vuelta en Bélgica
- 1937
  - 1.º en  la Flecha Valona
  - 1.º en  la Vuelta a Bélgica y vencedor de una etapa
  - Vencedor de una etapa del Tour de Francia
  - 1.º en  las Tres Villas Germanas
- 1938
  - 1.º en  la Lieja-Courcelles
  - 1.º en el Gran Premio de Valonia
  - 1.º en el GP norteño de Flandes
  - 1.º en Aalst
  - Vencedor de una etapa de la Tour de Luxemburgo
- 1939
  - 1.º en la Lieja-Courcelles
  - 1.º en  la París-Limoges
  - 1.º en el Gran Premio de Valonia
  - 1.º en Zwijndrecht
- 1944
  - 1.º en Sint-Eloois-Winkel

### Resultados al Tour de Francia
- 1937. 23è de la clasificación general y vencedor de una etapa